# Florence Wyle
Florence Norma Wyle (Trenton, Illinois, 14 de noviembre de 1881 - Newmarket, Ontario, 1968) fue una escultora y diseñadora canadiense de origen estadounidense. Trabajó fundamentalmente en Toronto, viviendo y trabajando con su compañera escultora Frances Loring. Fue cofundadora de la Sociedad de Escultores de Canadá, con Alfred Laliberté (1878-1953), Elizabeth Wyn Wood (1903-1966), el marido y maestro de Wood Emanuel Hahn (1881–1957) y Henri Hébert.

## Datos biográficos
Nació en Trenton, Illinois, Estados Unidos, y se trasladó a Toronto en 1913. Ella estudió modelado y diseño escultórico en los Estados Unidos bajo la tutela de Frances Loring. 
Desde 1913 hasta 1968 trabajó como escultora utilizando arcilla, plastilina, piedra y madera. La mayor parte de sus tallas fueron realizadas por ella misma.
Vivió una relación abierta con su compañera del mismo sexo Frances Loring en una antigua iglesia escuela remodelada en vivienda que compraron juntas en Moore Park, Toronto. Su casa fue una lugar de peregrinación para los artistas de su tiempo.
Prefirió los proyectos arquitectónicos que eran de mayor escala que los de su compañera Frances Loring.
- 1926 - Memorial de Guerra de St. Stephen
- 1957 - Mother and Children - Madre y el Niño, Exposición nacional canadiense

Fue modelo para al menos un retrato realizado por Loring.
En 2000 la Academia Canadiense del Retrato (Canadian Portrait Academy en inglés) le otorgó a Wyle el título de Académica de Honor, nombrándola una de los cien artistas más importantes del siglo XX.
Una calle lleva su nombre en Toronto.
También en Toronto, el Loring-Wyle Parkette, un pequeño parque en la esquina noreste del cruce de Mt Pleasant Road y St. Clair Avenue East. Adornado con una placa conmemorativa y los retratos escultóricos de las dos artistas, el de Florence Wyle realizado por Frances Loring y viceversa. El conjunto lo completan dos bronces, realizados por Wyle, el de la chica joven y el del cosechador (Harvester).